# Jules de Mérindol
Pour les articles homonymes, voir Merindol.
Jules de Mérindol, né à Paris le 14 octobre 1814 et mort le 24 février 1888, est un architecte français.

## Biographie
Né à Milan le 14 octobre 1814, Jules de Mérindol est un architecte français, formé à École des beaux-arts de Paris (promotion 1836). Au cours de sa carrière, il expose plusieurs dessins, dont :
- Au Salon, le mausolée de Georges d'Amboise et de son neveu (1842), l'église de Saint-Genou (1855 puis 1878), le marché du Temple (1872)
- À l'Exposition universelle de 1878, l'église de Fontgombault.

S'il n'a pas laissé d'ouvrage théorique personnel, il participe à plusieurs publications sur l'architecture, comme l'Encyclopédie d'architecture. 

Jules de Mérindol est architecte des monuments historiques à partir de 1845. Il exerce la fonction d'architecte diocésain de Poitiers à partir de 1848. Enfin, il est rapporteur à la commission des arts et édifices religieux pour les secours aux églises paroissiales à partir de novembre 1849. Son œuvre se divise en deux volets, d'un côté, il collabore avec Eugène Viollet-le-Duc à plusieurs projets de restauration de monuments médiévaux ; de l'autre, il crée des bâtiments à usages commerciaux dans l'esprit de Victor Baltard. 

En 1853, Léonce Reynaud écrit à son sujet :
« M. de Mérindol est un artiste fort distingué qui dessine et compose avec beaucoup de goût et dont l'instruction archéologique m'a paru complète. J'ai vu de lui un projet très bien conçu pour la restauration et l'agrandissement du palais de justice de Poitiers. Mais j'ai été péniblement surpris du désordre qui régnait dans sa comptabilité. Ces travaux qu'il ne pouvait visiter qu'à des intervalles plus ou moins éloignés sont restés longtemps sans inspecteur. Les attachements ont été tenus et ont été rapportés par un commis et un entrepreneur et l'architecte ne m'a pas paru suffisamment au courant du détail de l'opération exécutée sous ses ordres.  »
Il reçoit le grade de chevalier la Légion d'honneur le 14 août 1868.

## Principales réalisations

### Architecture
- Marché du Temple ou Carreau du Temple : construit en 1863, ce marché couvert du 3e arrondissement de Paris a été remanié en 1905 et réaménagé en ensemble polyvalent par le Studio Milou. Son inauguration a lieu en 2014[4].
- Marché Saint-Honoré : construit en 1865, il est démoli en 1959 pour être remplacé par un garage.
- Halle aux bœufs de la Villette : la halle aux bœufs, érigée entre 1865 et 1867, était la plus grande des trois halles de vente aux bestiaux, avec la halle aux moutons et la halle aux porcs. Après sa fermeture en 1974, la Grande halle a été réaménagée une première fois entre 1983 et 1985 en centre d'expositions et de manifestations culturelles par les architectes Bernard Reichen et Philippe Robert, puis une deuxième fois entre 2005 et 2007.

### Restaurations
- Église Saint-Étienne de Neuvy-Saint-Sépulchre[5]
- Église Saint-Sylvain
- Église Saint-Laurent et Notre-Dame de Gargilesse-Dampierre
- Abbaye Notre-Dame de Fontgombault
- Abbaye de Déols
- Abbatiale Saint-Genou de Saint-Genou
- Collégiale Saint-Pierre